# Heilig Hartbeeld (Den Dungen)
Het Heilig Hartbeeld is een standbeeld in de Nederlandse plaats Den Dungen, in de provincie Noord-Brabant.

## Achtergrond
Het Heilig Hartbeeld, een geschenk van de parochianen aan pastoor J. Klijn (1872-1924) ter gelegenheid van diens zilveren priesterjubileum, werd gemaakt in het Bossche atelier Van Bokhoven en Jonkers. Het beeld werd geplaatst op een terrein naast de Sint-Jacobus de Meerderekerk.

## Beschrijving
Het natuurstenen beeld toont uit een staande Christusfiguur, gekleed in gedrapeerd gewaad. Hij houdt zijn beide handen, met daarin de stigmata, uitnodigend gestrekt. Op zijn borst is het Heilig Hart zichtbaar. Het beeld staat op een gemetselde sokkel.